# 突き指
突き指（つきゆび、jammed finger）は、指先に強く物が当たるなどして腱や関節、骨などを痛める怪我の総称である。おもに球技スポーツなどで多く見られる。手の指だけでなく、足の指でも起こりうる。痛みのため突き指した指の動作が弱くなる。

## 対処
突き指をした時はよく「突き指をした指を思いっきり引っ張れば治る」と言われているが、これは迷信である。引っ張ることにより脱臼や神経損傷など悪化を招きかねず、大変危険な行為である。
突き指をした時は、患部を冷やしてむくみ（浮腫）を抑え、骨折や脱臼の可能性もあるので患部を固定し、整形外科医師の診察を受けるべきである。